# Nîmes Olympique
Nîmes Olympique is een Franse voetbalclub uit Nîmes. In 2021 degradeerde Nîmes opnieuw naar de Ligue 2.

## Geschiedenis

### Sporting Club Nîmois
Sporting Club Nîmois werd in 1901 gesticht door Henri Monnier. De club speelde de finale om de titel van Languedoc in 1908 tegen Olympique Cettois. Nîmes won en kon zich zo kwalificeren voor de eindronde om het Franse kampioenschap, daar werd de club echter al in de eerste ronde uitgeschakeld door Olympique Marseille.
In 1922 slorpte de club F.A. Nîmois op maar behield wel gewoon zijn naam. Drie jaar later werd de club vicekampioen in de zuidoostelijke competitie. In 1927 speelde de club in de hoogste klasse van dat moment Division d'Honneur.
Het Jean Bouin Stadion werd in 1931 in gebruik genomen. Na de start van de huidige competitie in 1932 speelde de club in de eerste klasse tot 1935, door financiële problemen legde de club de boeken neer in 1937. Door inspanningen van plaatselijke zakenmensen verhuisde de club naar het district Lozère-Gard en werd heropgericht als Olympique Nîmes.

### Olympique Nîmes
Olympique Nîmes werd in 1937 opgericht, twee jaar later werd de hoogste klasse bereikt, tijdens de oorlog speelde de club in de hoogste klasse (al zijn die resultaten niet officieel). In 1950 keerde de club opnieuw naar de Eerste klasse terug voor een periode van 17 seizoenen. Van 1958 tot 1960 werd de club drie keer op rij vicekampioen, in 1967 degradeerde de club maar keerde al na één seizoen terug naar de Eerste klasse en werd opnieuw vicekampioen. In 1981 ging de club weer terug naar de tweede klasse en waren de vette jaren voorbij. Voor het seizoen 1983/84 kon de club nog een keer terugkeren maar dan duurde het zeven jaar vooraleer Nîmes weer eersteklassevoetbal bracht.
Op 15 februari 1989 verhuisde het team naar het Stade des Costières de Nîmes, de standaardcapaciteit van het stadion is 18.482 toeschouwers, maar het is al meer geweest. In het seizoen 1991/92 werd een recordaantal toeschouwers geteld in een wedstrijd tegen Olympique Marseille (25.051).
Na de degradatie uit eerste in 1993 kon de club niet meer terugkeren naar de Ligue 1. In het eerste seizoen in de Ligue 2 werd de club vierde en werd de promotie net gemist, het volgende seizoen werd de club laatste. In 1997 keerde de club terug naar Ligue 2 voor een verblijf van vijf seizoenen. In 2008 promoveerde de club weer. Het hele seizoen leek het erop alsof de club meteen zou degraderen, maar na een overwinning op de laatste speeldag tegen Stade Brestois kon de club het behoud verzekeren. In het seizoen 2009/10 deed de club het een stuk beter en maakte het zelfs lange tijd kans op promotie. Uiteindelijk eindigde Nîmes op de 10e plaats. Het seizoen daarop eindigde Nîmes op de voorlaatste plaats waardoor het degradeerde naar de Championnat National. In 2011-2012 promoveerde Nîmes weer en eindigde het volgende seizoen op een verdienstelijke 8e plaats. Na een aantal plaatsen in de middenmoot eindigde de club in 2017 zesde en in 2018 werden ze vicekampioen, waardoor ze na 25 jaar terug hun opwachting maken in de hoogste klasse.
In hun eerste seizoen werden ze knap negende. In 2019/20 verliep het minder vlot en van de 13de tot de 15de speeldag stond de club laatste. Door de coronacrisis werd het seizoen tien speeldagen voor het einde stopgezet, Nîmes stond op dat moment achttiende, en in normale omstandigheden zouden deze plaatst een barrage tegen een tweedeklasser moeten spelen voor het behoud, maar de bond besliste om slechts twee clubs te laten degraderen en geen barrage te spelen waardoor de club gered werd. Een jaar later degradeerde de club toch naar de Ligue 2 doordat ze op de negentiende plaats waren geëindigd. In 2023 degradeerde de club naar de Championnat National en in 2025 eindigde de club opnieuw op een degradatieplaats. Door financiële problemen werd de club zelfs teruggezet naar de Régional, de zesde klasse.

## Erelijst
| Internationaal       |    |                        |
| Alpencup             | 1x | 1972                   |
| Nationaal            |    |                        |
| Championnat National | 2x | 1997, 2012             |
| Division 2           | 1x | 1950                   |
| Coupe Gambardella    | 4x | 1961, 1966, 1969, 1977 |

## Eindklasseringen
- 1946 4e
Division Interrégionale
- 1947 9e
Division Interrégionale
- 1948 13e
Division Interrégionale
- 1949 5e
Division Interrégionale
- 1950 1e
Division Interrégionale
- 1951 4e
Division Nationale
- 1952 6e
Division Nationale
- 1953 5e
Division Nationale
- 1954 9e
Division Nationale
- 1955 11e
Division Nationale
- 1956 13e
Division Nationale
- 1957 10e
Division Nationale
- 1958 2e
Division Nationale
- 1959 2e
Division Nationale
- 1960 2e
Division Nationale
- 1961 6e
Division Nationale
- 1962 3e
Division Nationale
- 1963 6e
Division Nationale
- 1964 13e
Division Nationale
- 1965 17e
Division Nationale
- 1966 17e
Division Nationale
- 1967 18e
Division Nationale
- 1968 2e
Division Interrégionale
- 1969 14e
Division Nationale
- 1970 11e
Division Nationale
- 1971 4e
Division Nationale
- 1972 2e
Division Nationale
- 1973 7e
Division 1
- 1974 9e
Division 1
- 1975 4e
Division 1
- 1976 11e
Division 1
- 1977 13e
Division 1
- 1978 13e
Division 1
- 1979 8e
Division 1
- 1980 10e
Division 1
- 1981 19e
Division 1
- 1982 6e
Division 2
- 1983 2e
Division 2
- 1984 19e
Division 1
- 1985 3e
Division 2
- 1986 6e
Division 2
- 1987 6e
Division 2
- 1988 6e
Division 2
- 1989 2e
Division 2
- 1990 3e
Division 2
- 1991 1e
Division 2
- 1992 15e
Division 1
- 1993 20e
Division 1
- 1994 4e
Division 2
- 1995 22e
Division 2
- 1996 16e
National 1
- 1997 1e
National 1
- 1998 15e
Division 2
- 1999 13e
Division 2
- 2000 14e
Division 2
- 2001 8e
Division 2
- 2002 19e
Division 2
- 2003 13e
National
- 2004 7e
National
- 2005 5e
National
- 2006 6e
National
- 2007 5e
National
- 2008 3e
National
- 2009 17e
Ligue 2
- 2010 10e
Ligue 2
- 2011 19e
Ligue 2
- 2012 1e
National
- 2013 8e
Ligue 2
- 2014 15e
Ligue 2
- 2015 13e
Ligue 2
- 2016 14e
Ligue 2
- 2017 6e
Ligue 2
- 2018 2e
Ligue 2
- 2019 9e
Ligue 1
- 2020 18e
Ligue 1
- 2021 19e
Ligue 1
- 2022 9e
Ligue 2
- 2023 19e
Ligue 2
- 2024 11e
National
- 2025 17e
National

- Niveau 1
- Niveau 2
- Niveau 3

## In Europa
#Q = #kwalificatieronde, #R = #ronde, 1/8 = achtste finale, T/U = Thuis/Uit, W = Wedstrijd, PUC = punten UEFA coëfficiënten .
Uitslagen vanuit gezichtspunt Nîmes Olympique
| Seizoen                                                    | Competitie   | Ronde | Land                 | Club                    | Totaalscore | 1e W    | 2e W    | PUC |
| ---------------------------------------------------------- | ------------ | ----- | -------------------- | ----------------------- | ----------- | ------- | ------- | --- |
| 1971/72                                                    | UEFA Cup     | 1R    | Vlag van Portugal    | Vitória Setúbal         | 2-2 u       | 0-1 (U) | 2-1 (T) | 2.0 |
| 1972/73                                                    | UEFA Cup     | 1R    | Vlag van Zwitserland | Grasshopper Club Zürich | 2-4         | 1-2 (T) | 1-2 (U) | 0.0 |
| 1996/97                                                    | Europacup II | 1R    | Vlag van Hongarije   | Kispesti Honvéd FC      | 5-2         | 3-1 (T) | 2-1 (U) | 6.0 |
|                                                            |              | 1/8   | Vlag van Zweden      | AIK Fotboll             | 2-3         | 1-3 (T) | 1-0 (U) | 6.0 |
| Totaal aantal behaalde punten voor UEFA coëfficiënten: 8.0 |              |       |                      |                         |             |         |         |     |

Zie ook
- Deelnemers UEFA-toernooien Frankrijk
- Ranglijst van alle clubs die in de diverse Europa Cups zijn uitgekomen

## Bekende (oud-)spelers
- Mehmed Baždarević
- Laurent Blanc
- Éric Cantona
- José Luis Cuciuffo
- Ton Lokhoff
- Mickaël Pagis
- Frédéric Pierre
- Frédéric Piquionne
- Jan Poortvliet
- Benoit Poulain
- Theo Timmermans
- Dušan Tittel
- Roger Van Gool
- Ludovic Butelle
- Didier Martel

## Trainer-coaches
- Marcel Gebelin (1940–42)
- Louis Gabrillargues (1942–46)
- René Dedieu (1946–48)
- Pierre Pibarot (1948–55)
- Kader Firoud (1955–64)
- Pierre Pibarot (1964–67)
- Marcel Rouvière (1967)
- Marcel Tomazover (1967–69)
- Kader Firoud (1969–78)
- Henri Noël (1978–82)
- Pierre Barlaguet (1982–84)
- Marcel Domingo (1984–86)
- Kristen Nygaard (1986–87)
- Jean Sérafin (1987–88)
- Bernard Boissier (1988–90)

- Daniel Romeo (1990–91)
- René Girard (1991–92)
- Michel Mézy (juni 1992-92)
- Léonce Lavagne (1992–93)
- Michel Mézy (1993-93)
- René Exbrayat (1993–94)
- Josip Skoblar (1994)
- René Girard (oktober–december 94)
- Pierre Barlaguet (december 1994–96)
- Pierre Mosca (1996–99)
- Serge Delmas (1999-00)
- Dominique Bathenay (2000–2001)
- Bernard Boissier (december 2001–02)
- François Brisson en Armand Sene (2002–03)
- Patrick Champ (april 2003-03)

- Didier Ollé-Nicole (2003–05)
- Régis Brouard (2005–07)
- Laurent Fournier (2007)
- Jean-Luc Vannuchi (2007–08)
- Jean-Michel Cavalli (2008–10)
- Noël Tosi (2010–2011)
- Thierry Froger (2011–2012)
- Victor Zvunka (2012–2013)
- René Marsiglia (2013–2014)
- José Pasqualetti (2014–2015)
- Bernard Blaquart (2015–2020)
- Jérôme Arpinon (2020-2021)
- Pascal Planque (2021-2022)
- Nicolas Usaï (2022)
- Frédéric Bompard (2022-2024)
- Adil Hermach (2024-)